# Archyz
Archyz (rusky Архыз) je horský region zahrnující okolí stejnojmenného aulu v nadmořské výšce 1 450 metrů v údolí řeky Velký Zelenčuk v Karačajsko-čerkeské republice na Kavkaze v Rusku, asi 35 km ve vnitrozemí od Černého moře. Moderní obec byla založena v roce 1923 v blízkosti soutoku řek Archyz a Psyš. Nadmořská výška okolních hor je více než 3 000 metrů nad mořem.
V Archyzu také sídlí Speciální astrofyzikální observatoř Ruské akademie věd, která disponovala svého času největším celo-zrcadlovým reflektorovým teleskopem na světě. 